# Blackstone Inc.
Blackstone Inc. (NYSE: BX) é uma firma de private equity fundada em 1985 por Peter G. Peterson e Stephen A. Schwarzman. Tem sede em Nova Iorque e filiais em Atlanta, Boston, Londres, Hamburgo, Paris, Mumbai e Hong Kong. É uma das principais empresas de Leveraged Buyout (LBO) do mundo.